# Destination
Destination – czternasty album studyjny niemieckiej grupy rockowej Eloy, wydany w 1992 roku nakładem SPV.

## Lista utworów
Opracowano na podstawie materiału źródłowego.
| Nr | Tytuł utworu         | Muzyka                           | Długość |
| -- | -------------------- | -------------------------------- | ------- |
| 1. | „Call of the Wild”   | Frank Bornemann, Michael Gerlach | 6:49    |
| 2. | „Racing Shadows”     | Frank Bornemann, Michael Gerlach | 7:11    |
| 3. | „Destination”        | Frank Bornemann, Michael Gerlach | 7:41    |
| 4. | „Prisoner in Mind”   | Frank Bornemann, Michael Gerlach | 4:26    |
| 5. | „Silent Revolution”  | Frank Bornemann, Michael Gerlach | 7:55    |
| 6. | „Fire and Ice”       | Frank Bornemann, Michael Gerlach | 5:10    |
| 7. | „Eclipse of Mankind” | Frank Bornemann, Michael Gerlach | 6:29    |
| 8. | „Jeanne d’Arc”       | Frank Bornemann, Michael Gerlach | 7:36    |
|    |                      |                                  | 53:17   |

- słowa napisali Frank Bornemann i Diana Baden

## Twórcy
Opracowano na podstawie materiału źródłowego.
Muzycy:
- Frank Bornemann – gitary, śpiew
- Michael Gerlach – keyboardy

Dodatkowi muzycy:
- Nico Baretta – perkusja
- Klaus-Peter Matziol – gitara basowa (2, 5)
- Detlev Goy – gitara basowa (1, 6, 8)
- Helge Engelke – gitara basowa (3, 4), gitara rytmiczna (4), gitara akustyczna i gitara prowadząca (6)
- Kai Steffen – gitara prowadząca (5)
- Lenny MacDowell – flet (1, 3)
- Peter Chrastina – kierownik chóru (8)

Produkcja:
- Frank Bornemann – produkcja muzyczna
- Gerhard "Anyway" Wölfle, Fritz Hilpert – inżynieria dźwięku
- Albert Belasco – obraz pt. "Astrologica" na okładce